# Prüfungsausschuss
Mit Prüfungsausschuss bezeichnet man einerseits ein Gremium von Fachleuten, die eine Prüfung (Examen) abnehmen, und andererseits ein Gremium, das von einem übergeordneten Gremium zur Vornahme von Handlungen zur Prüfung von Vorgängen oder Sachverhalten temporär oder permanent eingesetzt wird.

## Abnahme von Prüfungen (Examen)

### Prüfungsausschuss an Hochschulen
Der Prüfungsausschuss setzt sich zusammen aus Mitarbeitern einer Universität oder einer anderen Hochschule, die nicht alle notwendigerweise Professoren sein müssen. Er entscheidet über die Zulassung zur Zwischenprüfung und zur Abschlussprüfung, sowie über die Anerkennung von Leistungsnachweisen. Des Weiteren hat er oftmals weitgehende Befugnisse bei der Auslegung, Anwendung und Weiterentwicklung von Studien- und Prüfungsordnungen. Der Prüfungsausschuss agiert außerdem als Klage- und Revisionsinstanz bei Auseinandersetzungen bezüglich des Ablaufs und der Bewertung von Prüfungsleistungen.

### Prüfungsausschüsse für Berufsprüfungen
- Prüfungsausschüsse der Industrie- und Handelskammern (IHK)

Die IHK-Prüfungen in der Berufsausbildung und in der Weiterbildung werden von ehrenamtlich berufenen Prüfern durchgeführt. Dem Prüfungsausschuss gehört mindestens ein Lehrer an.
- Prüfungsausschüsse der Handwerkskammern[1]
- Prüfungsausschüsse spezieller Berufsgruppen
  - Wirtschaftsprüfer
  - Steuerberater

### Prüfungsausschüsse für Befähigungsprüfungen
(Beispiele)
- Prüfungsausschüsse für 
  - Sportbootführerschein (ein Konsortium im Auftrag des Deutschen Segelverbandes oder des Deutschen Motoryachtverbandes)
  - Funkbetriebszeugnis
  - Lehrprobe
  - Staatsexamen
  - Laufbahnprüfungen

## Prüfung von Vorgängen oder Sachverhalten

### Prüfungsausschuss in Firmen
Aufsichtsgremien von Firmen richten vielfach einen Ausschuss zur Prüfung der Rechnungslegung ein (Audit Committee).

### Prüfungsausschuss staatlicher Institutionen
In Österreich hat der Prüfungsausschuss „die Aufgabe, als nachprüfendes Kollegialorgan festzustellen, ob die Gebarung sparsam, wirtschaftlich und zweckmäßig sowie in Übereinstimmung mit dem Gemeindevoranschlag geführt wird, ob sie den Gesetzen und sonstigen Vorschriften entspricht und richtig verrechnet wird. Der Prüfungsausschuss hat sich auch von der Richtigkeit der Kassenführung und der Führung der Vermögens- und Schuldenrechnung sowie des Verzeichnisses des Gemeindeeigentums zu überzeugen.“